# Панчев, Дарко
Да́рко Па́нчев (макед. Дарко Панчев; 7 сентября 1965, Скопье, СРМ) — югославский и македонский футболист, участник чемпионата мира 1990, обладатель «Золотой бутсы» 1991.

## Карьера
Карьера Панчева началась в 1982 году в Скопье, в клубе «Вардар», первый гол он забил команде «Железничар». В 1988 году Панчев переходит в «Црвену звезду», где проводит 4 сезона, забив невероятные 94 мяча в 91 игре и выиграв 3 чемпионата Югославии, Кубок Чемпионов и Межконтинентальный кубок. Панчева считали в то время одним из лучших нападающих планеты, все поклонники «Црвены звезды» помнят, что именно он забил решающий пенальти в финале Кубка Чемпионов, принеся команде самый престижный клубный европейский трофей впервые за 50-летнюю историю клуба.
В 1991 году Панчев, забив за сезон 34 мяча, должен был выиграть Золотую бутсу, однако France Football решил сделать соревнование неофициальным из-за возможности «нечестных» голов. Панчев все же получил приз, но лишь через 15 лет — 3 августа 2006 года в Скопье из рук Мишеля Платини, Драгана Стойковича и Драгана Джаича.
На чемпионате мира 1990 года Панчев забивает два мяча, оба в игре со сборной Объединённых Арабских Эмиратов (этот чемпионат оказался единственным международным турниром, в котором он играл, ввиду запрета игры Югославии на Евро-1992 из-за войны в Боснии), на квалификационном этапе Панчев стал лучшим бомбардиром среди всех игроков сборных, забив 8 мячей.
В 1992 году Панчев переезжает в Италию — играть за миланский «Интер». Однако в итальянском клубе дела у Дарко не заладились. В нападении он проиграл конкуренцию другим новичкам команды Рубену Сосе и Сальваторе Скилаччи. К тому же из-за тогдашнего лимита на легионеров, выходящих на поле, Дарко не смог выиграть конкуренцию у Рубена Сосы, Игоря Шалимова, Маттиаса Заммера, а позднее и у Денниса Бергкампа и Вима Йонка. За полтора года Панчев сыграл лишь 12 встреч, забив 2 гола (один — в кубке Италии), и в январе 1994 года был отдан в аренду в немецкий «Лейпциг». В 1994 году он участвует в первом матче только что образованной сборной Македонии. В сезоне 1994/95 Панчев, вернувшийся из аренды, вновь большую часть времени просиживает на скамейке запасных, сыграв лишь 7 матчей и забив в них 2 гола, а затем переходит в дюссельдорфскую «Фортуну» (14 матчей — 2 гола).
Заканчивает карьеру Панчев в швейцарском «Сьоне», сделав команду чемпионом и обладателем Кубка Швейцарии. Всего за карьеру он забил 300 голов, из них 171 — в Югославии.
Позже Панчев работает в Футбольной федерации Македонии и параллельно с 2006 года трудится в «Вардаре», на должности спортивного директора.
В ноябре 2003 года, на юбилее УЕФА, Дарко Панчева назвали лучшим игроком Македонии за прошедшие 50 лет.

## Достижения

### Командные
Црвена звезда
- Чемпион Югославии: 1990, 1991, 1992
- Обладатель Кубка Югославии: 1990
- Победитель Лиги Чемпионов: 1991
- Обладатель Межконтинентального кубка: 1991

Сьон
- Чемпион Швейцарии: 1997
- Обладатель Кубка Швейцарии: 1997

### Личные
- Лучший бомбардир чемпионата Югославии: 1990, 1991, 1992
- Обладатель Золотой бутсы: 1991
- Рекордсмен чемпионата Югославии по количеству голов в одном сезоне: 34 гола
- Лучший бомбардир отбора к чемпионату Европы 1992 (10 голов)